# Aime
Aime ist eine Commune déléguée mit 2.401 Einwohnern (Stand 1. Januar 2022) in der Gemeinde Aime-la-Plagne im Département Savoie in der Region Auvergne-Rhône-Alpes. Sie gehörte zum Arrondissement Albertville und zum Kanton Bourg-Saint-Maurice.
Mit Wirkung vom 1. Januar 2016 wurden die früheren Gemeinden Aime, Granier und Montgirod zu einer Commune nouvelle mit dem Namen Aime-la-Plagne zusammengelegt.

## Geographie
Aime liegt im Tal von Tarentaise unterhalb des Skigebiets La Plagne. Es ist Hauptort des gleichnamigen Kantons. Zu der früheren Gemeinde gehörten neben dem Hauptort Aime die drei Ortschaften Villette, Tessens und Longefoy-sur-Aime.

## Geschichte
In der Antike war das damalige Axima (Alternativname Forum Claudii Ceutronum) ein Hauptort des antiken Bergvolks der Ceutronen.

## Radsport
Aime war Ausgangspunkt der 142 km langen 17. Etappe der Tour de France 2002 nach Cluses, die von Dario Frigo gewonnen wurde.
Bei der Tour de France 2019 hätte im Rahmen der 20. Etappe eine Bergwertung der 2. Kategorie unter dem Namen Côte de Longefoy (1174 m) in der Ortschaft Longefoy-sur-Aime abgenommen werden sollen. Aufgrund eines Erdrutsches und er dadurch bedingten Streckenänderung wurde der Anstieg jedoch aus dem Programm gestrichen. Die 6,6 Kilometer lange Steigung (7,6 % im Schnitt) hätte ein Hindernis zwischen dem Cormet de Roselend und dem Zielort Val Thorens dargestellt, da die Fahrer ansonsten ein über 30 Kilometer langes Flachstück durch das Tal der Tarentaise zurückgelegt hätten.
Im Rahmen der 17. Etappe der Tour de France 2023 erfolgte schließlich die Erstbefahrung der Côte de Longefoy. Die Steigung war diesmal zwischen dem Cormet de Roselend und dem Col de la Loze platziert und wurde als Bergwertung der 2. Kategorie klassifiziert.
| Jahr | Etappe     | Bergwertung  | Sieger         | Auffahrt |
| ---- | ---------- | ------------ | -------------- | -------- |
| 2023 | 17. Etappe | 2. Kategorie | Giulio Ciccone | Nord     |

Während die Tour de France Etappe des Jahres 2019 auf veränderter Strecke ausgetragen wurde, fand sechs Tage zuvor der Radmarathon L'Étape du Tour auf der original Strecke statt. Die Hobbysportler überquerten damals auch die Côte de Longefoy.

## Verkehr

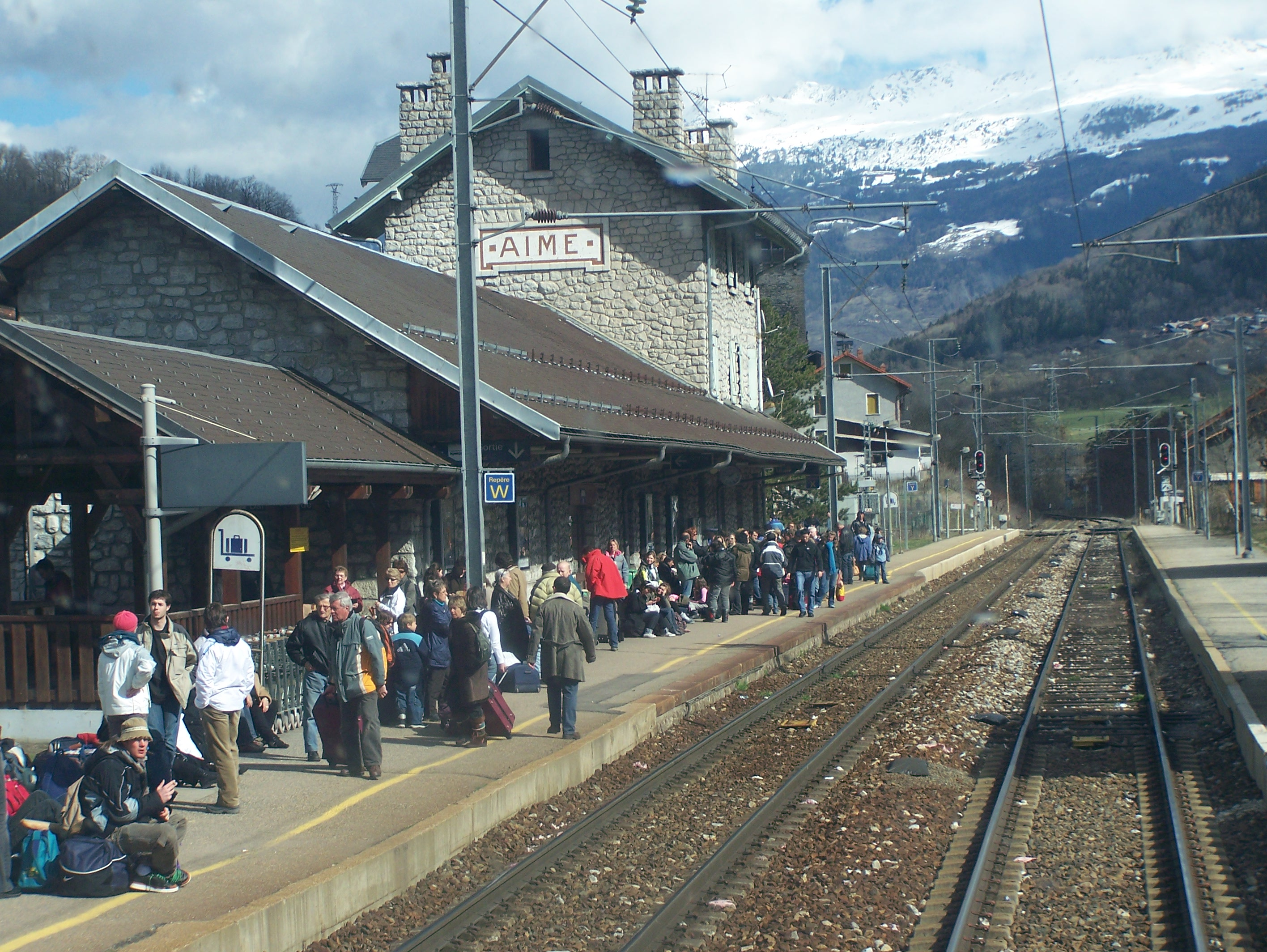
Bahnhof Aime-La Plagne

In Aime gibt es einen eigenen SNCF-Bahnhof Aime-La Plagne auf der Strecke von Moûtiers nach Bourg-Saint-Maurice, an dem Regionalzüge und auch TGVs halten.

## Sehenswürdigkeiten
- St-Martin (Aime), romanischer Kirchenbau des frühen 11. Jahrhunderts